# Transportes de Toronto
O transporte de Toronto constitui o centro das redes rodoviárias, ferroviárias e aéreas da Região Metropolitana de Toronto e grande parte do sul de Ontário, no Canadá. Existem muitas formas de transporte na cidade, incluindo rotas e trânsito público. Toronto também possui uma extensa rede de ciclovias e trilhas e caminhos de uso múltiplo.

## Transporte público

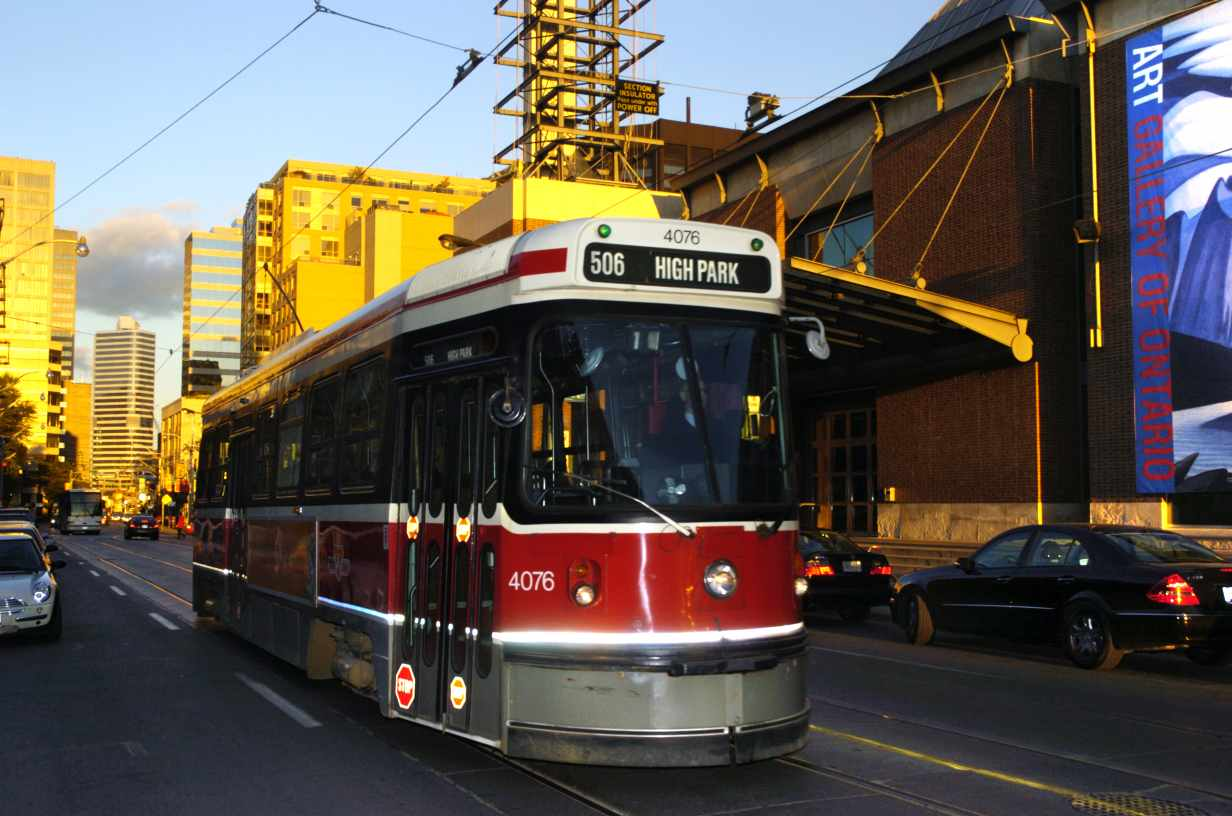
Um bonde do Toronto Transit Commission, o sistema de transporte público de Toronto, na Dundas Street.

O fornecimento de serviços de transporte público em Toronto é de responsabilidade do Toronto Transit Commission (Comissão de Trânsito de Toronto), que controla as rotas de ônibus, bondes e metrô que operam dentro da cidade. O sistema de transporte público de Toronto é um dos mais auto-suficientes da América do Norte, gerando cerca de 81% da receita necessária para sua operação. Mesmo assim, este sistema tem recebido verbas insuficientes da cidade e da província nos últimos anos, o que causou uma queda na sua eficiência.
São aproximadamente 400 linhas de ônibus e 12 linhas de bondes servindo a cidade. Toronto é atualmente a única cidade no continente americano, bem como uma das poucas cidades do mundo, a possuir um sistema extensivo de bondes, voltado unicamente para o fornecimento de transporte público. As linhas de bonde operam primariamente no centro da cidade, servindo várias das mais movimentadas ruas e avenidas da cidade. Todas as linhas de bonde e a grande maioria das linhas de ônibus (com exceção de uma) conectam-se em algum ponto com uma estação de metrô. O sistema de metrô de Toronto possui 70 quilômetros de extensão e um total de 80 estações espalhadas em quatro linhas diferentes. Foi o primeiro sistema de metrô do Canadá, tendo sido inaugurado em 1954.
O sistema de transporte público de Toronto é totalmente integrado, sendo utilizado diariamente por cerca de 2,5 milhões de pessoas.

## Ruas

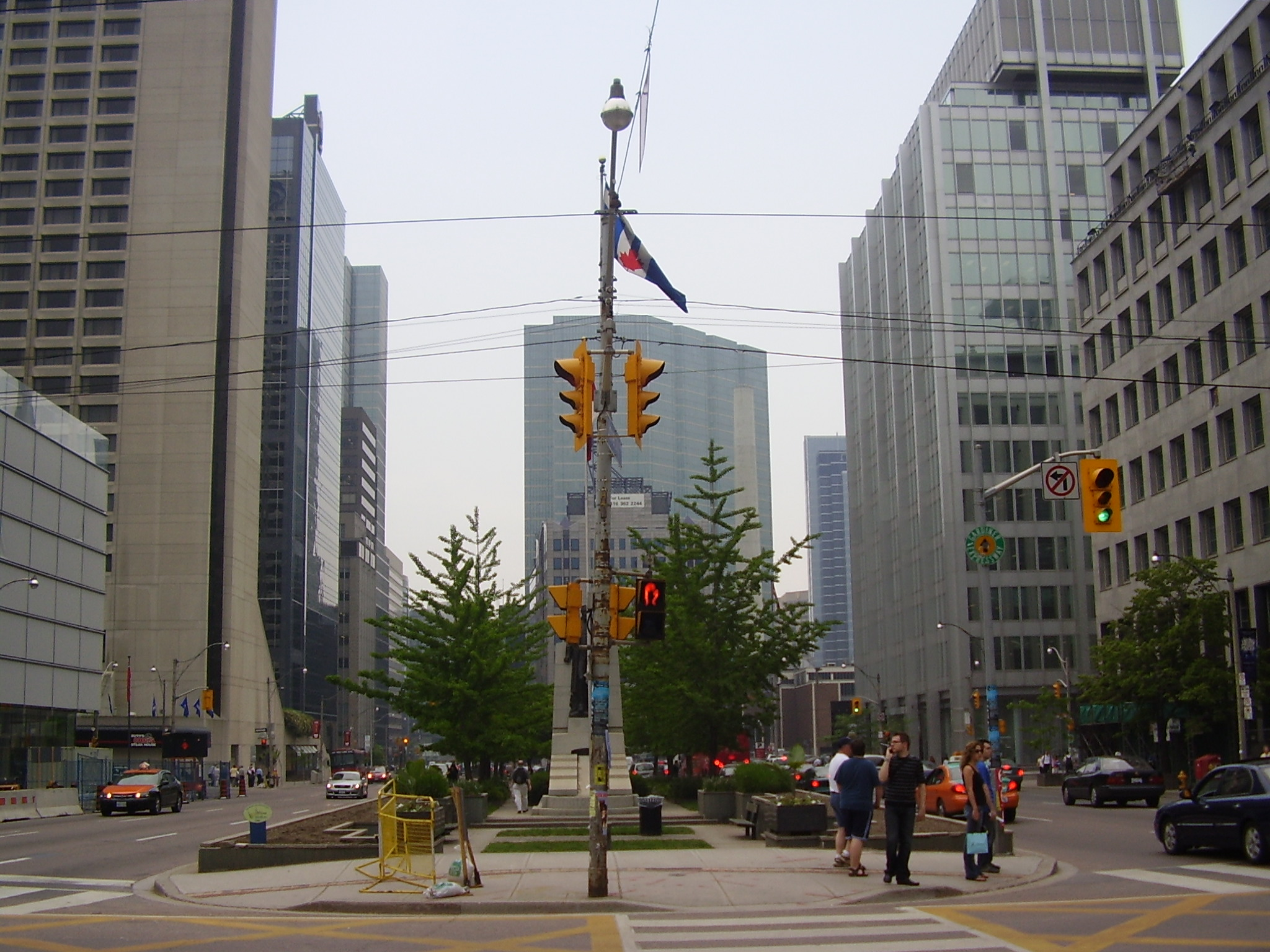
University Avenue.

As ruas em Toronto estão organizadas em um sistema de gradeamento, com algumas exceções notáveis. As principais ruas norte-sul de Toronto, de oeste a leste, são Kipling Avenue, Islington Avenue, Royal York Road, Jane Street, Keele Street, Weston Road, Dufferinf Street, Bathurst Street, Avenue Road, Yonge Street, Bayview Avenue, Leslie Street, Don Mills Road, Victoria Park Avenue, Warden Avenue, Kennedy Road, McCowan Road, Markham Road e Morningside Avenue. As principais ruas leste-oeste, de sul a norte, são Lakeshore Boulevard, Kingston Road, Queen Street, Dundas Street, Bloor Street/Danforth Avenue, St. Clair Avenue, Eglinton Avenue, Lawrence Avenue, Wilson Avenue/York Mills Road/Ellsemere Road, Sheppard Avenue, Finch Avenue e Steeles Avenue.
Dentro do centro financeiro de Toronto, a maior parte das ruas possuem duas faixas por sentido. Fora do centro da cidade, ruas arteriais possuem duas ou três faixas por sentido. Ruas muito raramente possuem um meio divisório (como no caso da Spadina Avenue ou da University Avenue). Isto é mais comum em secções de ruas arteriais, próximas a cruzamentos movimentados, fora do centro financeiro da cidade.

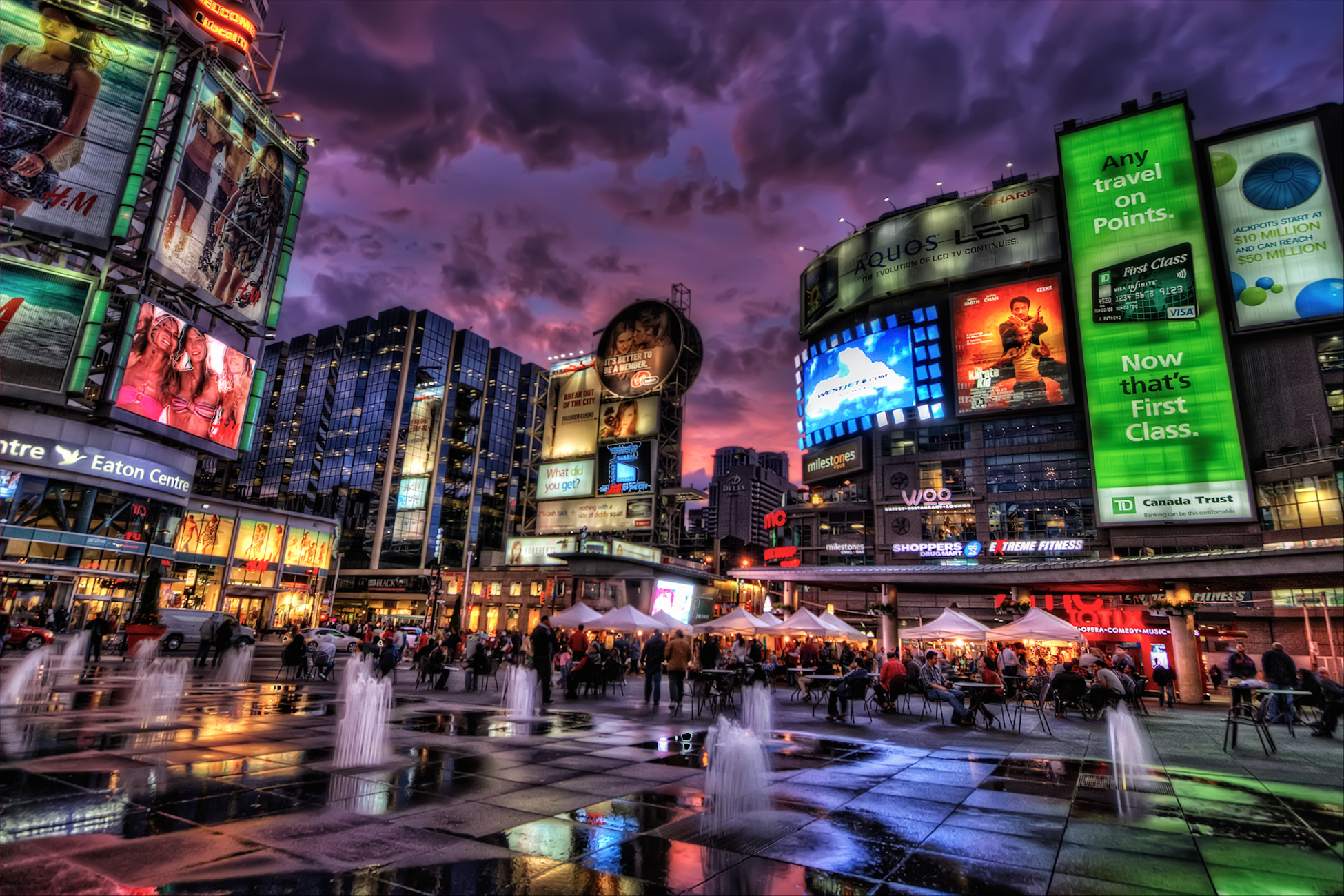
Yonge Street nas proximidades da Dundas Square.

O sistema de ruas de Toronto foi desenhado primariamente para carros, e é fácil de navegar. Algumas anormalidades existem, porém, como a Lawrence Avenue e a St. Clair Avenue, que estão divididas em duas distintas secções através do vale do Rio Don (no caso da St. Clair Avenue, as duas secções estão divididas por de 15 minutos de carro). R uas por vezes mudam de nomes (como no caso da Bloor Street/Danforth avenue). Ruas arteriais leste-oeste que cruzam pela Yonge Street recebem os sufixos West ou East, a primeira caso a secçao da rua esteja a oeste da Yonge Street, e a segunda a leste da Yonge Street. Mudança do nome das ruas em uma mesma via é comum ao longo de ruas leste-oeste cortando a Yonge Street. A fusão de 1999 fez com que ruas com o mesmo nome surgissem em diferentes partes da cidade, embora tal anormalia ocorra primariamente apenas entre pequenas ruas residenciais.

## Vias expressas
Embora Toronto possua uma malha de vias expressas, esta malha não é tão extensa e eficiente quanto aquelas localizadas em várias das grandes cidades americanas, ou quanto a malha de vias expressas de Montreal. Algumas cidades pertencentes à Região Metropolitana de Toronto, porém, possuem uma malha de vias expressas bem desenvolvida, tais como Mississauga e Brampton. Toronto é cortada no total por nove vias expressas que juntas possuem aproximadamente 75 quilômetros de extensão.
A Don Valley Parkway conecta os bairros da região norte e da região leste da cidade com o centro da cidade, enquanto que a Gardiner Expressway conecta bairros do oeste da cidade ao centro. A Don Valley termina na Via Expressa Macdonald-Cartier. Continua indo ao norte como Highway 404, conectando os bairros no extremo norte e várias das cidades da Regionalidade Municipal de York. A Gardiner termina na Highway 427, e continua indo a oeste como a Queen Elizabeth Way, passando por Mississauga, Oakville, Hamilton, St. Catharines, Niagara Falls e terminando em Buffalo, estado americano de Nova Iorque.

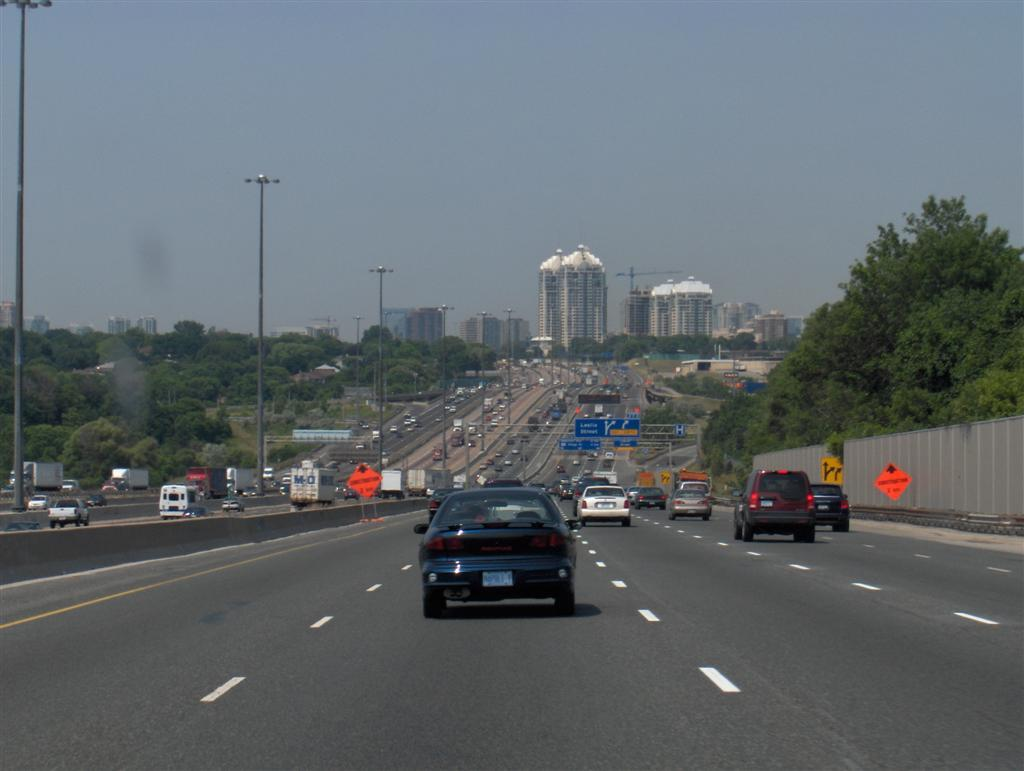
Vista da Via Expressa Macdonald-Cartier e do trevo rodoviário formado juntamente com a Leslie Street.

A Via Expressa Macdonald-Cartier, ou Highway 401 - que conecta Windsor até o extremo leste do Ontário (continuando depois no Quebec como a Auto-route 20, até Rimouski) - passa por Toronto. Trechos desta via expressa na cidade, entre Mississauga até Oshawa movimentam cerca de 500 mi veículos por dia, fazendo-o o mais movimentado do mundo, e mesmo com até nove faixas por direção em certos trechos, é afetada por congestionamentos constantes.
A Highway 400 conecta Toronto (iniciando-se na Via Expressa Macdonald-Cartier) é a principal rota de transporte entre a região metropolitana de Toronto e as regiões central e noroeste de Ontário. A Highway 427 é a segunda via expressa mais movimentada da América do Norte, conectando a Gardiner e a Queensway com a Macdonald-Cartier, até o extremo norte da Municipalidade Regional de York e de Peel. Grande parte de seu trajeto serve como uma fronteira entre Toronto e a Municipalidade Regional de Peel, e entre Peel e York. No caminho localiza-se a Highway 409, uma curta via expressa que conecta a Macdonald-Cartier com o Aeroporto Internacional de Toronto, passando pela 427. A Macdonald-Cartier também corta a Allen Road.
A Highway 407 não opera dentro de Toronto, mas é uma via expressa primária na Região Metropolitana de Toronto. Esta via expressa é pedagiada. O pedágio é cobrado eletronicamente e de forma automática, quando um dado veículo entra dentro da via expressa, através de câmeras que registram a placa de licença do veículo.

## Ferrovias

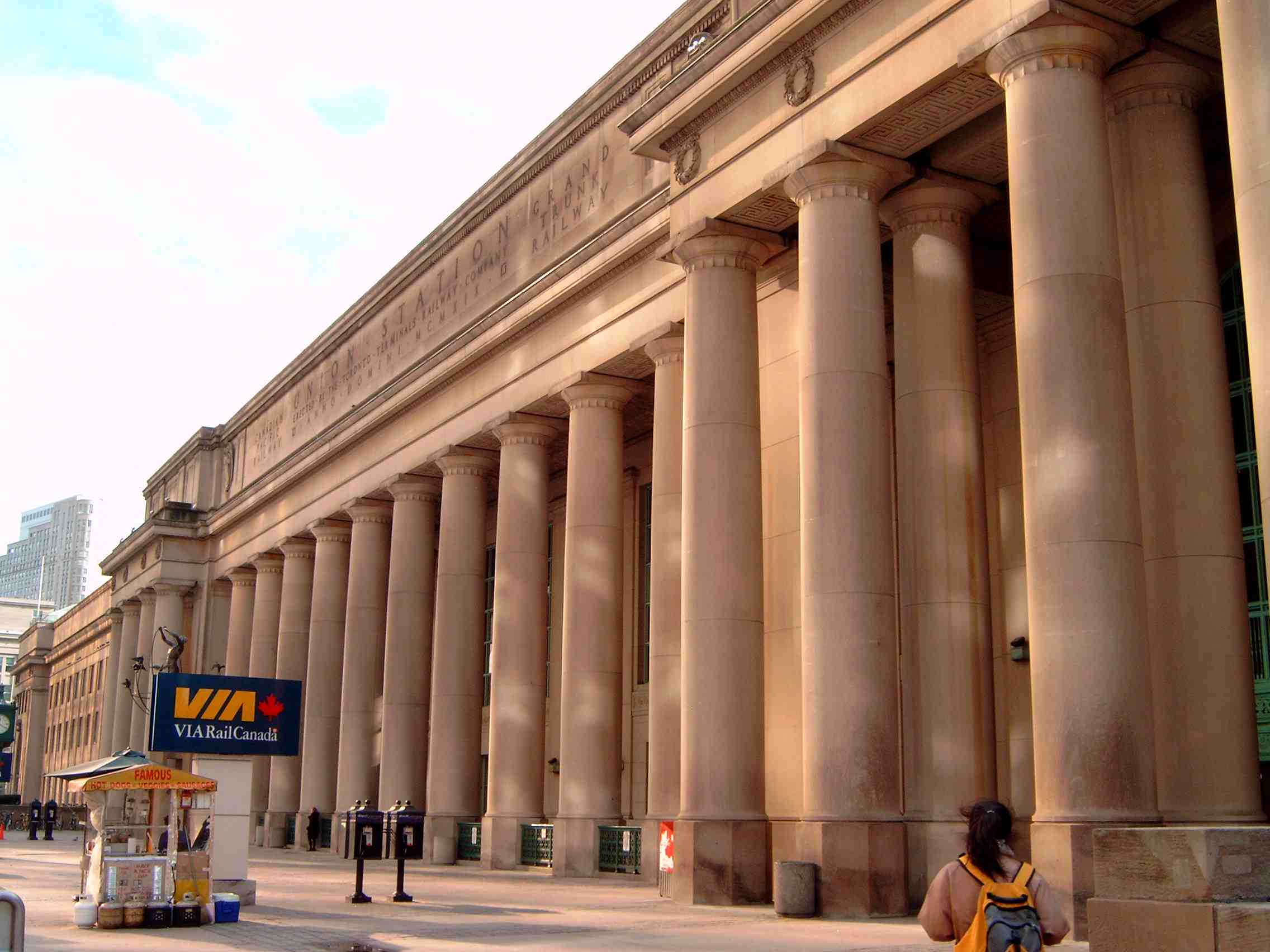
A Union Station.

Toronto é servida por cerca de 175 quilômetros de ferrovias. A cidade dispõe de um número de estações de trens para locomoção entre as cidades que compõem a região metropolitana de Toronto, e de uma estação central, a Union Station, localizada no centro financeiro da cidade. Esta estação, construída no século XIX, é ao mesmo tempo uma das estações mais movimentadas do metrô de Toronto, e atende também a duas linhas de bonde.
A GO Transit, tendo como principal base de operações a Union Station, oferece linhas inter-urbanas de trens e ônibus em horários regulares entre o centro financeiro de Toronto e seus bairros mais distantes, bem como subúrbios da cidade, e mesmo regiões vizinhas à Região Metropolitana de Toronto, que não fazem parte da área metropolitana, como Hamilton e Oshawa, transportando cerca de 205 mil passageiros por dia.

## Aeroportos
Toronto possui dois aeroportos dentro da cidade propriamente dita, e um total de oito em sua região metropolitana.
O principal aeroporto da cidade é o Aeroporto Internacional Lester B. Pearson (YYZ), que não está localizado na cidade de Toronto propriamente dita, e sim na cidade vizinha de Mississauga. É o quarto aeroporto internacional mais movimentado de todo o continente americano, e é o mais movimentado do país.

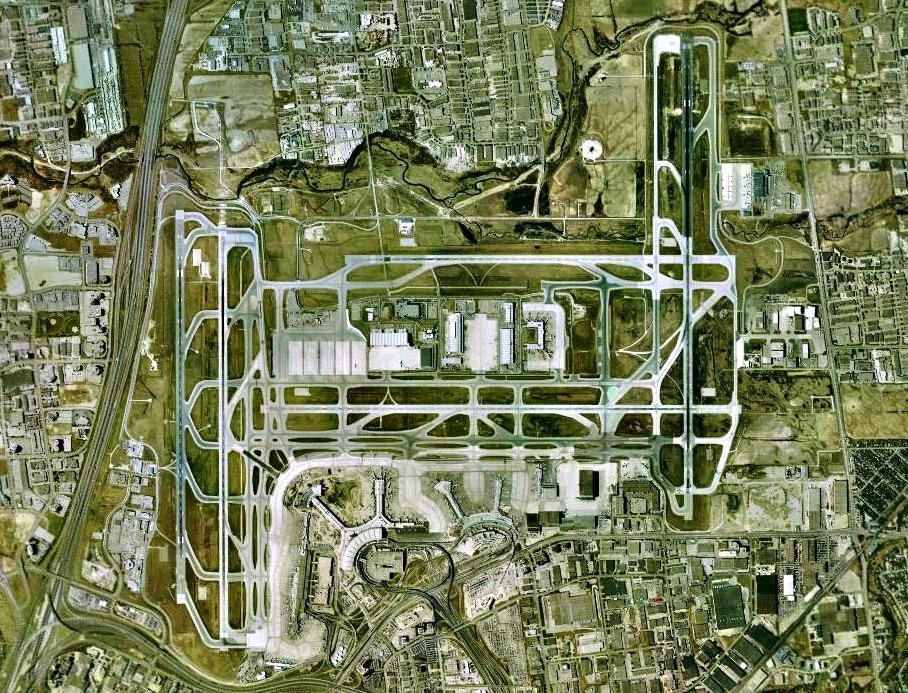
Imagem de satélite do Aeroporto Internacional Toronto Pearson (NASA).

A cidade possui dois aeroportos dentro de seus limites municipais. Um deles é o Billy Bishop Toronto City Airport (YTZ), localizado nas Ilhas Toronto, e serve primariamente aos voos da aviação geral, embora a Air Canada Jazz, uma subidiária da Air Canada, opere um voo entre o aeroporto e Ottawa. Está conectado ao continente através de um ferry que serve livremente os passageiros da linha aérea. O segundo aeroporto é a "Base Aérea Downsview" (C.F.B. Downsview), localizado em North York, que serve como uma base militar da Força Aérea do Canadá, bem como uma base de testes para a fabricante de aviões Bombardier.
O Aeroporto Internacional de Hamilton é um aeroporto que serve como alternativa ao Lester B. Pearson. Não está localizado propriamente na Região Metropolitana de Toronto, mas sim, em Hamilton, localizado a 85 quilômetros sudoeste de Toronto, sendo uma base para linhas aéreas de baixo custo e voos charter.
Outros aeroportos na Região Metropolitana de Toronto, que servem apenas a voos da aviação civil, estão localizadas em Buttonville, Markham, Oshawa, Brampton e Burlington.
Voos com hidroplanos já foram operados entre Toronto e a região das Cataratas do Niágara. Este serviço já não existe mais.

## Porto e balsas

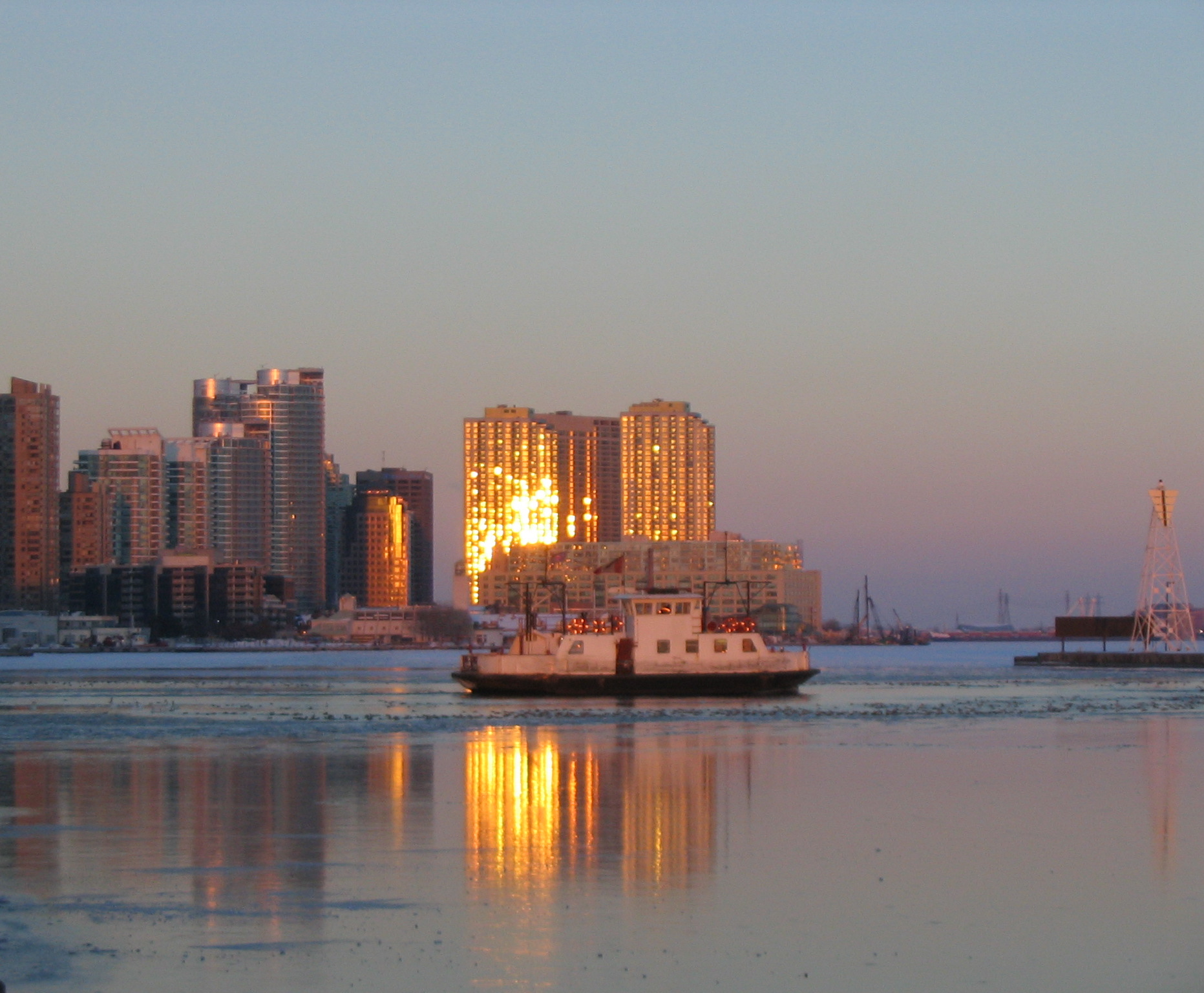
Vista de uma das balsas que conecta Toronto com as Ilhas Toronto.

O Porto de Toronto, localizado próximo ao centro da cidade, movimenta cerca de dois milhões de toneladas de carga por ano, através de navios de pequeno e médio porte. Para o recebimento de navios de grande porte, Toronto faz uso do porto de Montreal (através de uma conexão via ferrovia).
O transporte entre Toronto e as Ilhas Toronto é feita através de balsas. O serviço é fornecido pelo Departamento de Parques e Recreação de Toronto. As balsas diaramente pecorrem o trecho entre a Bay Street e às ilhas, parando em três delas.
Um serviço de balsa, de passageiros e de alta velocidade, entre Toronto e Rochester, Nova Iorque, foi inaugurado em 17 de junho de 2004. O navio foi apelidado de The Breeze. Porém, este serviço foi suspenso após 11 semanas, quando a companhia, que o operava passou a ter dificuldades financeiras. O navio da companhia - anteriormente sediada em Toronto - foi comprado após a falência da companhia por uma subsidiária do município de Rochester, e o navio voltou a operar na rota Toronto-Rochester em 30 de junho de 2005, com o apelido The Cat.

## Trânsito

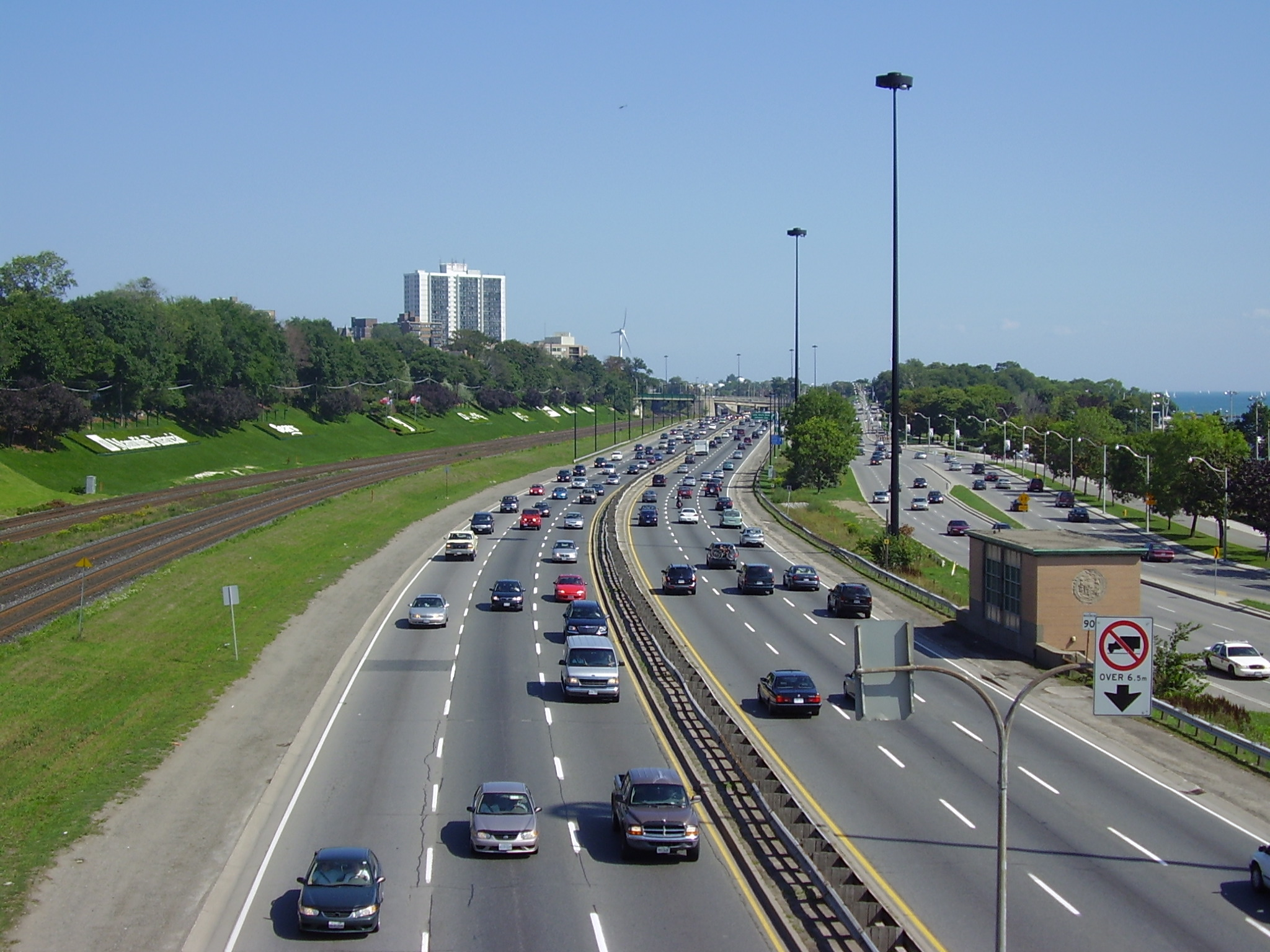
Vista da Gardiner Expressway.

Nas últimas décadas, o tráfego de veículos nas ruas e especialmente nas vias expressas da cidade tem aumentado cada vez mais. Porém, o investimento da cidade e da província no mesmo período em vias públicas e no sistema de transporte público da cidade tem sido limitados, primariamente dedicados a pequenos projetos nas vias expressas da cidade.  Por causa disso, o trânsito de veículos nas vias públicas da cidade é difícil, especialmente na hora do rush, gerando congestionamentos, e causando poluição. Um estudo recente estima que o custo dos congestionamentos para a economia de Toronto seja de seis bilhões de dólares canadenses. Agências de transporte e comércio alegam que os problemas de trânsito enfrentados pela cidade devem-se ao fato que um sistema de vias expressas, planejado na década de 1950, nunca foi completada, deixando enormes vazios na cidade. Desde o cancelamento da Spadina Expressway em 1971, a oposição da comunidade e do conselho municipal contra a construção de vias expressas tem aumentado.
O Ontário anunciou em março de 2004 a criação da Greater Toronto Transit Authority, um órgão de transporte público voltado para toda a região metropolitana de Toronto, com o alvo de facilitar a integração dos diferentes sistemas de transporte público operando na metrópole, e incentivar iniciativas tais como tarifa única em toda a metrópole. Ao mesmo tempo, o governo federal, provincial e municipal anunciram que iriam investir um total de um bilhão de dólares no TTC, o órgão que administra o sistema de transporte público de Toronto, que tem enfrentado estagnação nos números de passageiros nas últimas décadas, embora o número de passageiros usando a GO Transit tenha aumentado gradualmente em anos recentes.